# SŽ serija 313/318
SŽ serija 313/318 je serija dvopodnih enosistemskih elektromotornih potniških garnitur Slovenskih železnic znamke Stadler KISS, proizvajalca Stadler Rail. Potniške garniture serije SŽ 313/318 so prirejene za vožnjo po 3-kilovoltnem enosmernem napajalnem sistemu. Garnitura ima 292 sedišč (od tega je 16 sedišč v prvem razredu) in 264 stojišč.
Potniška garnitura serije SŽ 313/318 predstavlja prvi dvopodni (dvonadstropni) vlak na tirih v upravljanju Slovenskih železnic. Garniture obratujejo večinoma po primestnih elektrificiranih progah v Sloveniji.

## Zgodovina
Aprila 2018 so Slovenske železnice podpisale pogodbo s švicarskim proizvajalcem Stadler Rail za dobavo desetih dvopodnih enosistemskih elektromotornih potniških garnitur znamke Stadler KISS. Garniture so bile v Slovenijo dostavljene med majem in decembrom 2021. Prvo vožnjo so opravile 14. januarja 2022.